# Rouvillers
Rouvillers ist eine französische Gemeinde mit 282 Einwohnern (Stand: 1. Januar 2022) im Département Oise in der Region Hauts-de-France. Sie gehört zum Arrondissement Clermont und zum Kanton Estrées-Saint-Denis. Die Einwohner werden Rodovillarois genannt.

## Geographie
Die Gemeinde Rouvillers liegt etwa 12 Kilometer westnordwestlich von Compiègne und etwa 14 Kilometer ostnordöstlich von Clermont. Umgeben wird Rouvillers von den Nachbargemeinden Moyenneville im Norden, Hémévillers im Nordosten, Francières im Osten, Estrées-Saint-Denis im Südosten und Süden, Bailleul-le-Soc im Südwesten, Cressonsacq im Südwesten und Westen sowie Grandvillers-aux-Bois im Westen.

## Bevölkerungsentwicklung
| Jahr                       | 1962 | 1968 | 1975 | 1982 | 1990 | 1999 | 2006 | 2014 | 2021 |
| -------------------------- | ---- | ---- | ---- | ---- | ---- | ---- | ---- | ---- | ---- |
| Einwohner                  | 239  | 222  | 202  | 182  | 241  | 249  | 253  | 274  | 272  |
| Quellen: Cassini und INSEE |      |      |      |      |      |      |      |      |      |

## Sehenswürdigkeiten
- Kirche Notre-Dame aus dem 16. Jahrhundert mit Umbauten aus dem 17./18. Jahrhundert
- Gutshof Warnavillers